# Pyaar To Hona Hi Tha
Pyaar To Hona Hi Tha è un film indiano del 1998 diretto da Anees Bazmee.
Si tratta del remake del film britannico-statunitense del 1995 French Kiss, diretto da Lawrence Kasdan.

## Premi
- Filmfare Awards
  - 1999: "Best Female Playback Singer" (Jaspinder Narula)
- Screen Awards
  - 1999: "Best Female Playback Singer" (Jaspinder Narula)